# Encomium
Encomium: A Tribute to Led Zeppelin – tribute album nagrany przez różnych artystów, dedykowany zespołowi Led Zeppelin, wydany przez Atlantic Records 14 marca 1995.

## Lista utworów
1. "Misty Mountain Hop" - 4 Non Blondes
2. "Hey Hey What Can I Do" - Hootie & the Blowfish
3. "D'yer Mak'er" - Sheryl Crow
4. "Dancing Days" - Stone Temple Pilots
5. "Tangerine" - Big Head Todd and the Monsters
6. "Thank You" - Duran Duran
7. "Out on the Tiles" - Blind Melon
8. "Good Times Bad Times" - Cracker
9. "Custard Pie" - Helmet i David Yow
10. "Four Sticks" - Rollins Band
11. "Going to California" - Never the Bride
12. "Down by the Seaside" - Tori Amos i Robert Plant